# Я соблазнила Энди Уорхола
«Я соблазнила Энди Уорхола» (Factory Girl с англ. — «Девушка с Фабрики») — американский художественный фильм в жанре биографической драмы режиссёром Джорджем Хикенлупером. Премьера фильма состоялась в Лос-Анджелесе 29 декабря 2006 года. В широкий прокат в США фильм вышел в феврале 2007 года.

## Сюжет
Фильм посвящён Энди Уорхолу и его протеже, актрисе Эди Седжвик, которая родилась в городе Санта-Барбара (Калифорния, США), а затем отправилась покорять сцену Нью-Йорка.
Молодая Эди Седжвик изучает искусство в Гарвардском университете. Вскоре она переезжает в Нью-Йорк, где знакомится с художником поп-арта и кинорежиссёром Энди Уорхолом. Заинтригованный красивой светской львицей, тот просит её сняться в одном из своих фильмов. Эди делает успехи как модель, достигает популярности и внимания публики, получает статус суперзвезды Энди Уорхола.
Её кембриджский друг Сид Пепперман представляет её поэту и певцу Билли Куинну. Энди начинает ревновать, так как Эди не смогла сохранить новый роман в секрете. Чтобы примирить Билли и Энди, она организует встречу-съёмку Билли в фильме Уорхола. Билли соглашается, но появившись на Фабрике (как все называют нью-йоркскую студию художника), он открыто демонстрирует Уорхолу своё презрение. Эди старается сделать всё, чтобы заключить мир между мужчинами. Понимая, что Эди решает остаться с Энди Уорхолом, Билли целует её в лоб и уходит.
Отношение Энди и Эди ухудшаются, в том числе, под влиянием растущей зависимости от наркотиков. Однажды ночью во время наркотического опьянения Эди засыпает с непогашенной сигаретой и чуть не погибает в возникшем пожаре. Вскоре последний «лояльный» работодатель — модный журнал Vogue — отказывается нанимать её для съёмок: редактор Дайана Вриланд объясняет, что Эди и её «Фабричная компания» стала считаться вульгарной. Дошедшая до бедственного финансового положения, Эди является в ресторан, где обедает Энди и его друзья, и требует чтобы он заплатил ей деньги за съёмки в фильмах. Она устраивает скандал и кричит на весь ресторан, что Уорхол погубил её.
Несколько позже, когда Сид снова встречает Эди, она — опустившаяся наркоманка, готовая отдаться любому мужчине за дозу героина. Пепперман показывает ей фото времён их студенчества в Кембридже и признаётся в своей влюблённости. Девушка обрывает его и убегает из машины такси, в которой происходил этот разговор.
Несколько лет спустя Эди, находясь в больнице, даёт интервью, в котором сообщает, что постепенно преодолевает свою зависимость и рада снова быть дома в Санта-Барбаре. В заключительных титрах говорится о том, что Эди боролась с наркоманией несколько лет, даже вступила в брак с другим пациентом клиники. Брак завершился менее чем через четыре месяца: Эди умерла от передозировки.

## В ролях
| Актёр             | Роль                             |
| ----------------- | -------------------------------- |
| Гай Пирс          | Энди Уорхол                      |
| Сиенна Миллер     | Эди Седжвик                      |
| Хейден Кристенсен | Билли Квинн, «Музыкант»          |
| Мэри-Кейт Олсен   | Молли Спенс                      |
| Джимми Фэллон     | Чак Уэйн                         |
| Джек Хьюстон      | Джерард Маланга                  |
| Мина Сувари       | Ричи Берлин                      |
| Тара Саммерс      | Бриджид Полк                     |
| Шон Хэтоси        | Сид Пепперман                    |
| Бет Грант         | Юлия Вархола (мать Энди Уорхола) |
| Эдвард Херрманн   | Джеймс Таунсенд                  |
| Иллеана Дуглас    | Дайана Вриланд                   |
| Брайан Белл       | Лу Рид                           |
| Патрик Уилсон     | Джон Кейл                        |

## Производство
Изначально предполагалось выделить на производство фильма 8 млн долларов, однако по ходу работ бюджет постоянно урезался и в конечном итоге составил лишь 7 миллионов.
После съёмок фильма был распространён слух, что в эротическом эпизоде этой картины Кристенсен и Миллер вовсе не имитировали секс, а делали всё по-настоящему, несмотря на то, что даже в эротических фильмах, как правило, актёры лишь одеваются в специальные костюмы телесного цвета для создания иллюзии обнаженного тела. Однако представитель Миллер опроверг эти слухи, заявив, что «она просто хорошая актриса».
Режиссёр отказался комментировать эпизод, содержавший сексуальную сцену, заметив лишь, что кинематографисты «попытались изобразить его со вкусом».